# Marathon van Fukuoka 1962
De marathon van Fukuoka 1962 werd gelopen op zondag 2 december 1962. Het was de 16e editie van de marathon van Fukuoka. Aan deze wedstrijd mochten alleen mannelijke elitelopers deelnemen. De Japanner Toru Terasawa kwam als eerste over de streep in 2:16.18,4.

## Uitslagen
| rang   | naam                | land | tijd      |
| ------ | ------------------- | ---- | --------- |
| Goud   | Toru Terasawa       | JPN  | 2:16.18,4 |
| Zilver | Takayuki Nakao      | JPN  | 2:16.53,4 |
| Brons  | Kenji Kimihara      | JPN  | 2:18.01,8 |
| 5      | Pavel Kantorek      | TCH  | 2:18.57,4 |
| 6      | Makoto Nakajima     | JPN  | 2:19.09,2 |
| 7      | Masayuki Nagata     | JPN  | 2:19.51,8 |
| 8      | Tenho Salakka       | FIN  | 2:20.16,8 |
| 9      | Kazumi Watanabe     | JPN  | 2:20.18   |
| 10     | Haruo Otani         | JPN  | 2:20.41   |
| 11     | Chiyuki Kaneshige   | JPN  | 2:21.08   |
| 12     | Sakan Suzuki        | JPN  | 2:21.27,8 |
| 13     | Yoshikazu Funasako  | JPN  | 2:21.50,4 |
| 14     | Teruo Funai         | JPN  | 2:22.14   |
| 15     | Morio Shigematsu    | JPN  | 2:22.23   |
| 16     | Hidekuni Hiroshima  | JPN  | 2:22.23,4 |
| 17     | Yoshinori Sasaki    | JPN  | 2:22.59,8 |
| 18     | Nobuyoshi Sadanaga  | JPN  | 2:23.01,0 |
| 19     | Asanari Sakai       | JPN  | 2:23.38,4 |
| 20     | Satoru Nakamura     | JPN  | 2:24.10,8 |
| 21     | Yoshitaka Uchikawa  | JPN  | 2:24.12,8 |
| 22     | Hideaki Shishido    | JPN  | 2:24.20,2 |
| 23     | Eiji Kawakami       | JPN  | 2:24.32,8 |
| 24     | Ivan Keats          | NZL  | 2:24.48,8 |
| 25     | Nobuhiro? Iwamoto   | JPN  | 2:25.28,6 |
| 26     | Yosuke Ozeki        | JPN  | 2:25.44,0 |
| 27     | Shigenori Anraku    | JPN  | 2:26.01,2 |
| 28     | Haruo Kamimura      | JPN  | 2:27.11,6 |
| 30     | Keizo Yamada        | JPN  | 2:27.48,2 |
| 31     | Mitsuhiro Tamashiro | JPN  | 2:28.34,8 |
| 32     | Takao Okamachi      | JPN  | 2:29.42,8 |
| 33     | Toshimitsu Teshima  | JPN  | 2:30.28   |
| 34     | Nagayoshi Ito       | JPN  | 2:30.48   |

1947 ·
1948 ·
1949 ·
1950 ·
1951 ·
1952 ·
1953 ·
1954 ·
1955 ·
1956 ·
1957 ·
1958 ·
1959 ·
1960 ·
1961 ·
1962 ·
1963 ·
1964 ·
1965 ·
1966 ·
1967 ·
1968 ·
1969 ·
1970 ·
1971 ·
1972 ·
1973 ·
1974 ·
1975 ·
1976 ·
1977 ·
1978 ·
1979 ·
1980 ·
1981 ·
1982 ·
1983 ·
1984 ·
1985 ·
1986 ·
1987 ·
1988 ·
1989 ·
1990 ·
1991 ·
1992 ·
1993 ·
1994 ·
1995 ·
1996 ·
1997 ·
1998 ·
1999 ·
2000 ·
2001 ·
2002 ·
2003 ·
2004 ·
2005 ·
2006 ·
2007 ·
2008 ·
2009 ·
2010 ·
2011 ·
2012 ·
2013 ·
2014 ·
2015 ·
2016 ·
2017